# Smedbotjärnen
Smedbotjärnen är en sjö i Hagfors kommun i Värmland och ingår i Göta älvs huvudavrinningsområde. Sjöns area är 0,004 kvadratkilometer och den befinner sig 270 meter över havet.